# Akio Yashiro
Akio Yashiro (Japans: 矢代秋雄, Yashiro Akio) (Tokio, 10 september 1929 - Yokohama, 9 april 1976) was een Japanse componist en muziekpedagoog.

## Levensloop
Vanaf 1940 kreeg hij al compositieles bij Saburo Moroi. Zijn studies deed hij aan de Tokyo National University of Fine Arts and Music in het vak muziektheorie en compositie bij Saburo Moroi, Kunihiko Hashimoto, Tomojiro Ikenouchi en Akira Ifukube alsook piano bij Noboru Toyomasu, Leonid Kreutzer en Kiyo Kawakami. 
Samen met Toshiro Mayuzumi ging hij naar het buitenland en studeerde - met een beurs van de Franse regering - aan het Conservatoire national supérieur de musique in Parijs bij Nadia Boulanger, Tony Aubin en Olivier Messiaen. In het vak harmonieleer kreeg hij een eerste prijs en ook in de andere vakken, contrapunt, fuga alsook pianobegeleiding kreeg hij uitstekende cijfers.
Nadat hij 1956 naar Japan teruggekomen was, werd zijn in Frankrijk gecomponeerd Strijkkwartet met succes uitgevoerd en met de 8e Mainichi Muziek Prijs onderscheiden. Zijn pianoconcert (1964-1967) werd met twee prijzen onderscheiden, de 16e Otaka compositie prijs en de 21e National Art Festival Award.
In 1968 werd hij assistent professor aan de Tokyo National University of Fine Arts and Music alsook aan de Toho Gakuen School of Music en in 1974 werd hij professor. 
Zijn composities zijn stilistisch tussen de stijl van Maurice Ravel en Henri Dutilleux geplaatst.

## Composities

### Werken voor orkest
- 1951 Symphoniestück voor orkest
- 1958 Symfonie voor groot orkest
  1. Prelude: Adagio - Moderato
  2. Scherzo: Vivace
  3. Lento
  4. Adagio - Allegro energico
- 1960 Concert voor cello en orkest
- 1964-1967 Concert voor piano en orkest
  1. Allegro Animato
  2. Adagio Misterioso
  3. Allegro - Andante - Vivace molto capriccioso

### Werken voor harmonieorkest
- 1972 Festival de neige: ouverture de fête voor groot harmonieorkest

### Kamermuziek
- 1946 Sonate voor viool en piano
- 1948 Trio voor piano, viool en cello
- 1955 Strijkkwartet
  1. Adagio ma non troppo
  2. Prestissimo, un poco misterioso ma scherzando
  3. Andante espressivo
  4. Allegro giocoso
- 1957 Sonate voor 2 fluiten en piano

### Pianomuziek
- 1947 Nocturne
- 1951 Suite classique voor piano vierhandig
  1. Entrée
  2. Courante
  3. Sicilienne
  4. Bourrée
  5. Gigue
- 1960 The Dream Boat voor piano vierhandig
- 1961 Sonate voor piano
  1. Agitato
  2. Toccata
  3. Thème et Variations

### Koormuziek
- 1964 Christmas Carol

### Filmmuziek
- 1968 Hatsukoi: Jigoku-hen- Het meisje Nanami
- 1969 Aido